# Željevo (gmina Foča)
Željevo (cyr. Жељево) – wieś w Bośni i Hercegowinie, w Republice Serbskiej, w gminie Foča. W 2013 roku liczyła 22 mieszkańców.